# Wellwater Conspiracy
Wellwater Conspiracy is een Amerikaanse band met Matt Cameron en Ben Shepherd, beiden lid van Soundgarden, en John McBain.
De leden hadden voordien al samen gespeeld en muziek uitgebracht als de groep Hater. Het debuutalbum, Declaration of Conformity uit 1997, bevatte klanken die deden terugdenken aan garagerock en psychedelische pop en rock uit de jaren 60 en 70, en werd kritisch goed onthaald.
Kort na het debuut ging Cameron bij de grungeband Pearl Jam de drummer Jack Irons vervangen, maar bleef daarnaast wel in het Wellwater Conspiracy-project actief.

## Discografie
- Declaration of Conformity (1997, Third Gear)
- Brotherhood of Electric: Operational Directives (1999, Time Bomb)
- The Scroll and Its Combinations (2001, TVT)
- Wellwater Conspiracy (2003, Mega Force)